# Martin Urrutia Horas
Martin Urrutia Horas   (Getxo, 30 de març de 2005) és un cantant,model, ballarí i actor basc.

## Biografia
Va saltar a la fama com a aspirant del programa musical Operación Triunfo 2023. Va ser el candidat més jove en arribar a la fase final després de Ruslana Panchyshyna. En la gala 0, va cantar «Somewhere Only We Know» del grup anglès Keane i els professors de l'acadèmia musical van triar fer-l'hi passar directament, cosa que el va convertir en el primer concursant oficial de l'edició. Va resultar finalista del concurs i es va embarcar en la gira posterior, que va començar l'abril del 2024 a Barakaldo, al País Basc, d'on és oriünd.
Havia estudiat el batxillerat escènic a Bilbao i pretenia continuar la formació en art dramàtic a l'escola de teatre i dansa Dantzerti en acabar el pas per OT, amb la il·lusió de desenvolupar-se professionalment com a actor i ballarí en el futur. En aquest sentit, és destacable que hagués fet de figurant en una pel·lícula dirigida per Álex de la Iglesia i que hagués protagonitzat la versió musical d'El retrat de Dorian Gray dirigida per Eva Ausín. El 2024, havent sortit d'OT, el van fitxar com a part de l'elenc principal de Mariliendre, una sèrie dirigida per Los Javis (Javier Calvo i Javier Ambrossi) per a Atresmedia.
Per la banda musical, el 2024 va llançar el primer senzill com a solista, «Rompeolas», i un en conjunt amb la resta de finalistes, «La Gravedad», que va ser seleccionat com a cançó de la selecció espanyola en els Jocs Olímpics d'Estiu de 2024 a París. Així mateix, va ser un dels encarregats del pregó de les festes de l'Orgull de Madrid. Va debutar en solitari el juliol d'aquell any amb un concert al festival Bilbao BBK Live, en el qual va cantar el seu únic senzill «Rompeolas» i va versionar diverses cançons.

## Influències
Els seus gèneres musicals preferits són el pop i el rock alternatiu. De fet, The Kooks és un dels grups que més li agraden, tot i que també cita com a influències Ralphie Choo, Eva B i fins i tot Stevie Wonder. Pel que fa a les arts escèniques, és particularment fanàtic del teatre musical i de les representacions d'històries de Disney. També l'apassiona la saga de Harry Potter.

## Reconeixements
El 2024, va ser destacat com una de les persones LGBTIQ+ espanyoles més influents de l'any.

## Vida personal
Tot i que és originari de Getxo, resideix a Madrid. Forma part del col·lectiu LGTBIQ+, cosa que va expressar obertament en el pas per Operación Triunfo. De fet, al programa va conèixer Juanjo Bona i són parella d'aleshores ençà.

## Discografia

### Senzills
- «Alors on danse» (2024)
- «Tenía tanto que darte» (2024)
- «Escriurem» (amb Chiara Oliver) (2024)
- «Footlose» (2024)
- «Ya no te hago falta» (2024)
- «Murder on the dance floor» (2024)
- «Golden hour»(2024)
- «Rompeolas» (2024)
- «La Gravedad» (2024)

### Discs
- Lo mejor de Martin Urrutia (2024)

## Teatre
- Dorian Gray - El musical (Eva Ausín, 2023)

## Filmografia
| Any       | Títol                  | Canal              | Notes           |
| --------- | ---------------------- | ------------------ | --------------- |
| 2023-2024 | Operación Triunfo 2023 | Amazon Prime Video | Finalista       |
| 2024      | Mariliendre            | Atresmedia         | Elenc principal |